# Museo d'arte sacra (Castellabate)
Il Museo d'Arte Sacra di Castellabate si trova nel palazzo della torre Merlata in via Guglielmo I il Normanno 1 nel borgo medievale di Castellabate.
Il museo, fondato nel 2005 da monsignor Alfonso Maria Farina per far conoscere la cultura e le radici cristiane del territorio, raccoglie le opere sacre dal XVI al XX secolo provenienti dalle parrocchie e dalle cappelle di Castellabate.

## Percorso museale
Il percorso museale si divide in varie sezioni: ritratti dei canonici, vetrine dei servi di Dio, argenti, presepe, arredi e paramenti sacri, statue, quadri, libri e pergamene collocate in 4 sale.

### Sala I
Nella prima sala sono contenuti i ritratti dei canonici dal 1647 al 1990 e gli oggetti devozionale dei servi di Dio che risalgono dal XVII secolo al XIX secolo.  

### Sala II
La seconda sala contiene 110 statuine presepiali che vanno dal XVII secolo al XIX secolo e i calici, candelabri, ostensori e bassorilievi in argento.

### Sala III
La terza sala è composta dagli arredi e dai paramenti sacri come parti del coro (XVI secolo), il velo omerale ricamato in oro (XVIII secolo), il messale romano del XVIII secolo, il piviale ricamato in oro (XVIII secolo), le pianete nere (da fine XVIII secolo a XIX secolo) ricamate in oro, la dalmatica ricamata in oro (XVIII secolo) e lo stendardo processionale di san Costabile in seta e ricamata in oro.

### Sala IV
Nella quarta sala sono esposte le sculture di Sant'Anna e Maria (XVIII secolo), della Madonna in legno (XVI secolo), della Madonna della Candelora (XVIII secolo) e della Madonna addolorata (XIX secolo), e i dipinti di San Costabile (XVII secolo), dell'Annunciazione (XVIII secolo), di Santa Cecilia (1731) e San Vincenzo Ferreri (1853).